# Matîșivka, Rozdilna
Matîșivka (în ucraineană Матишівка) este un sat în comuna Rozdilna din raionul Rozdilna, regiunea Odesa, Ucraina.

## Demografie
Componența lingvistică a localității Matîșivka
     Ucraineană (78,66%)
     Rusă (14,62%)
     Română (5,93%)
     Alte limbi (0,79%)
Conform recensământului din 2001, majoritatea populației localității Matîșivka era vorbitoare de ucraineană (78,66%), existând în minoritate și vorbitori de rusă (14,62%) și română (5,93%).